# Agrilus semerdjievi
Agrilus semerdjievi es una especie de insecto del género Agrilus, familia Buprestidae, orden Coleoptera.
Fue descrita científicamente por Curletti & Sakalian, 2009.